# Парк культури і відпочинку (Ясіня)
Парк культури і відпочинку — парк-пам'ятка садово-паркового мистецтва місцевого значення в Україні. Об'єкт природно-заповідного фонду Закарпатської області.
Розташований на території Рахівського району Закарпатської області, на схід від центральної частини смт Ясіня.
Площа 5 га. Статус отриманий згідно з рішенням облвиконкому від 18.11.1969 року № 414, рішенням облвиконкому від 25.07.1972 року № 243, рішенням облвиконкому від 23.10.1984 року № 253, рішенням облради від 25.07.2008 року № 614, рішенням облради від 04.12.2008 року № 708.
Статус надано для збереження парку, заснованого в XVII ст. Зростають модрина європейська, сосна звичайна, ялина колюча та інші декоративні деревно-чагарникові породи.

## Галерея

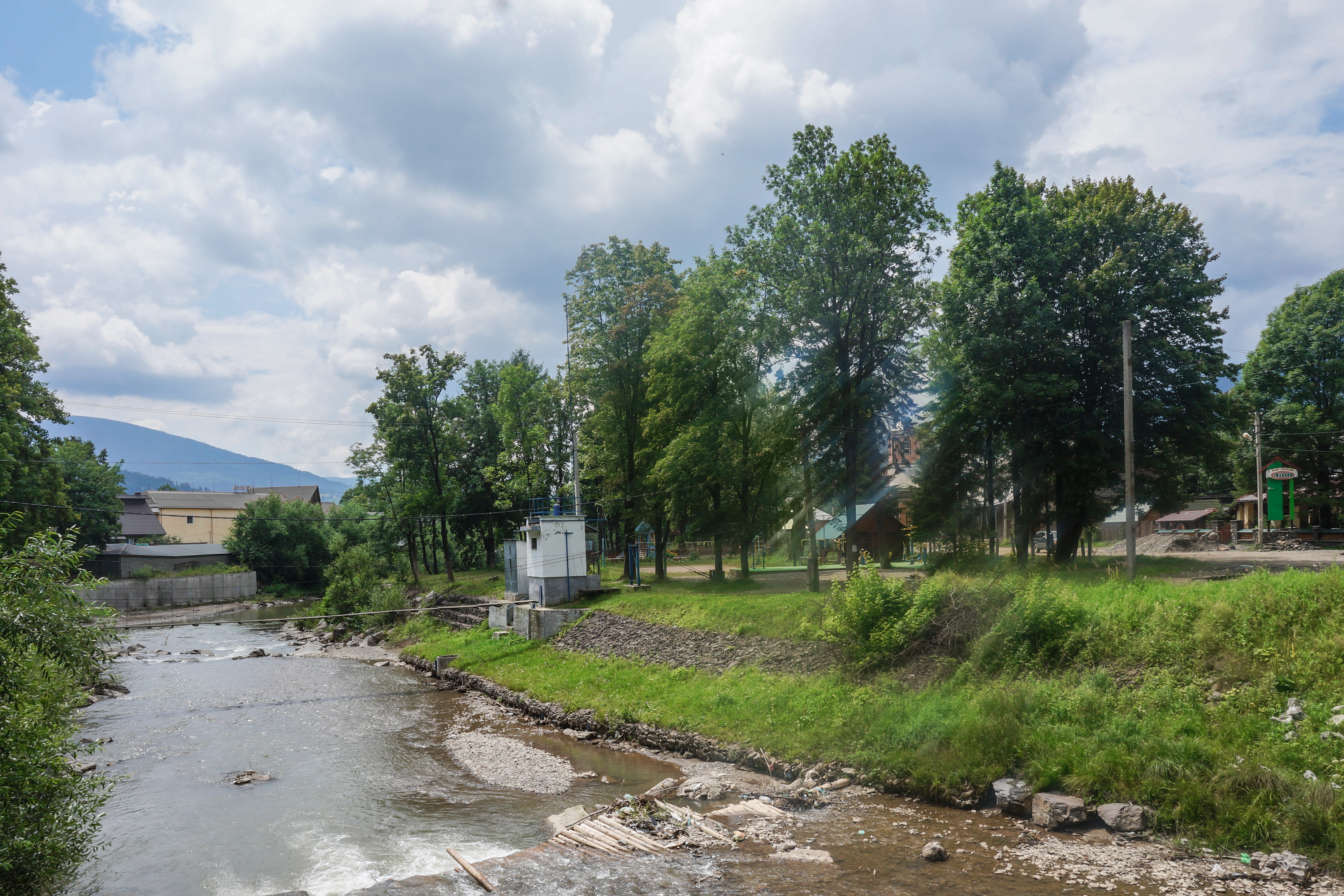
Вид на парк через річку
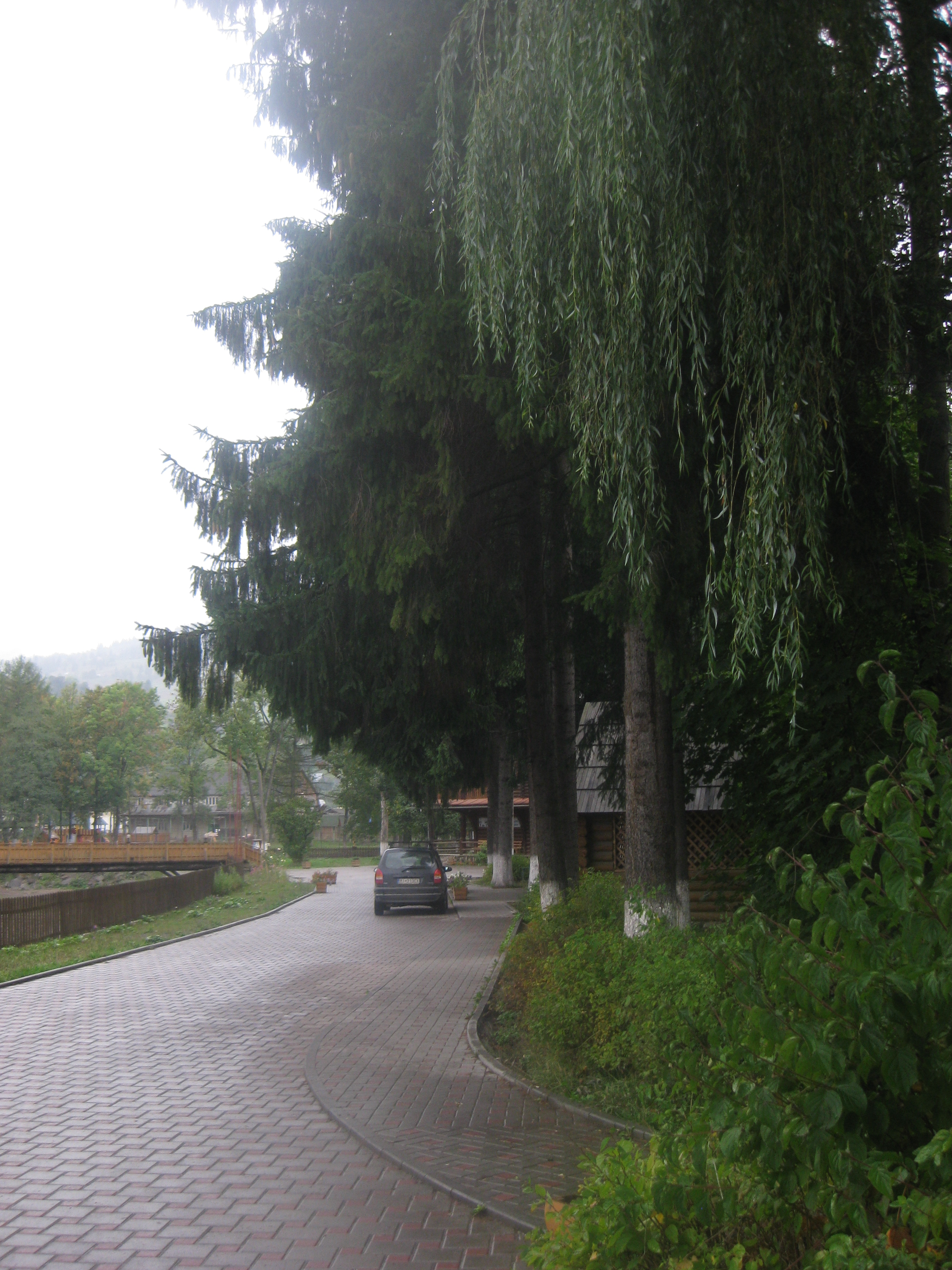
Парк під час дощу
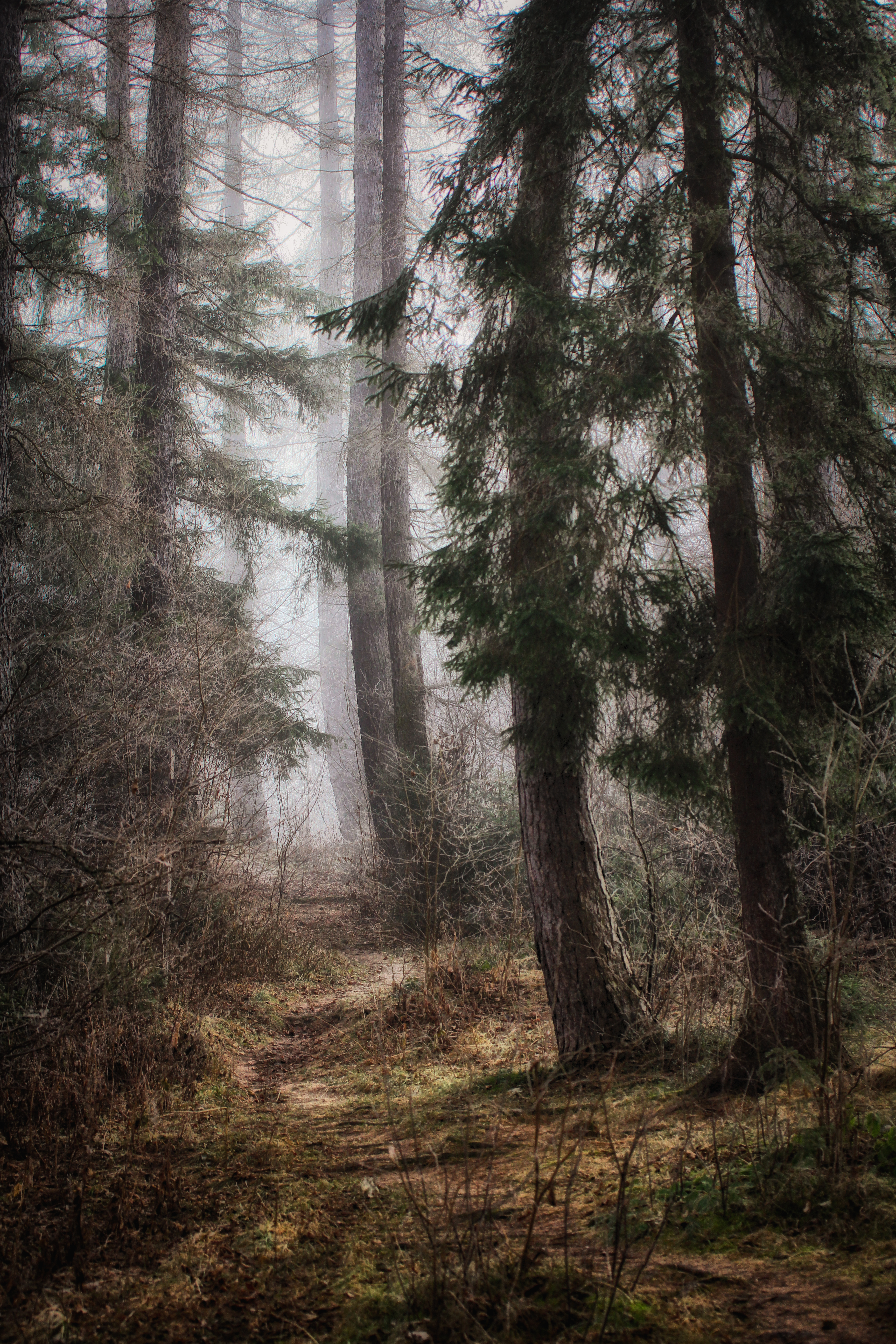
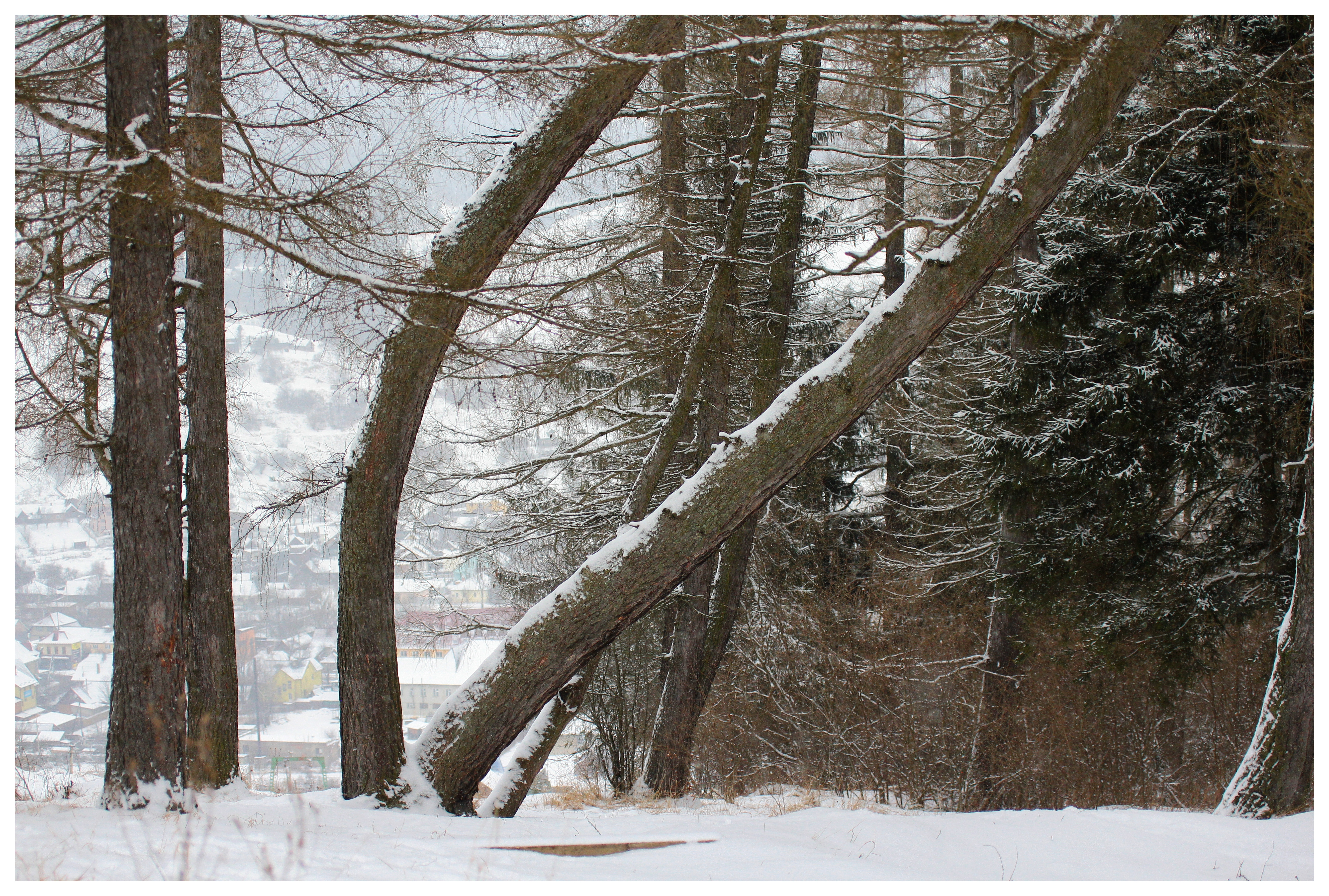
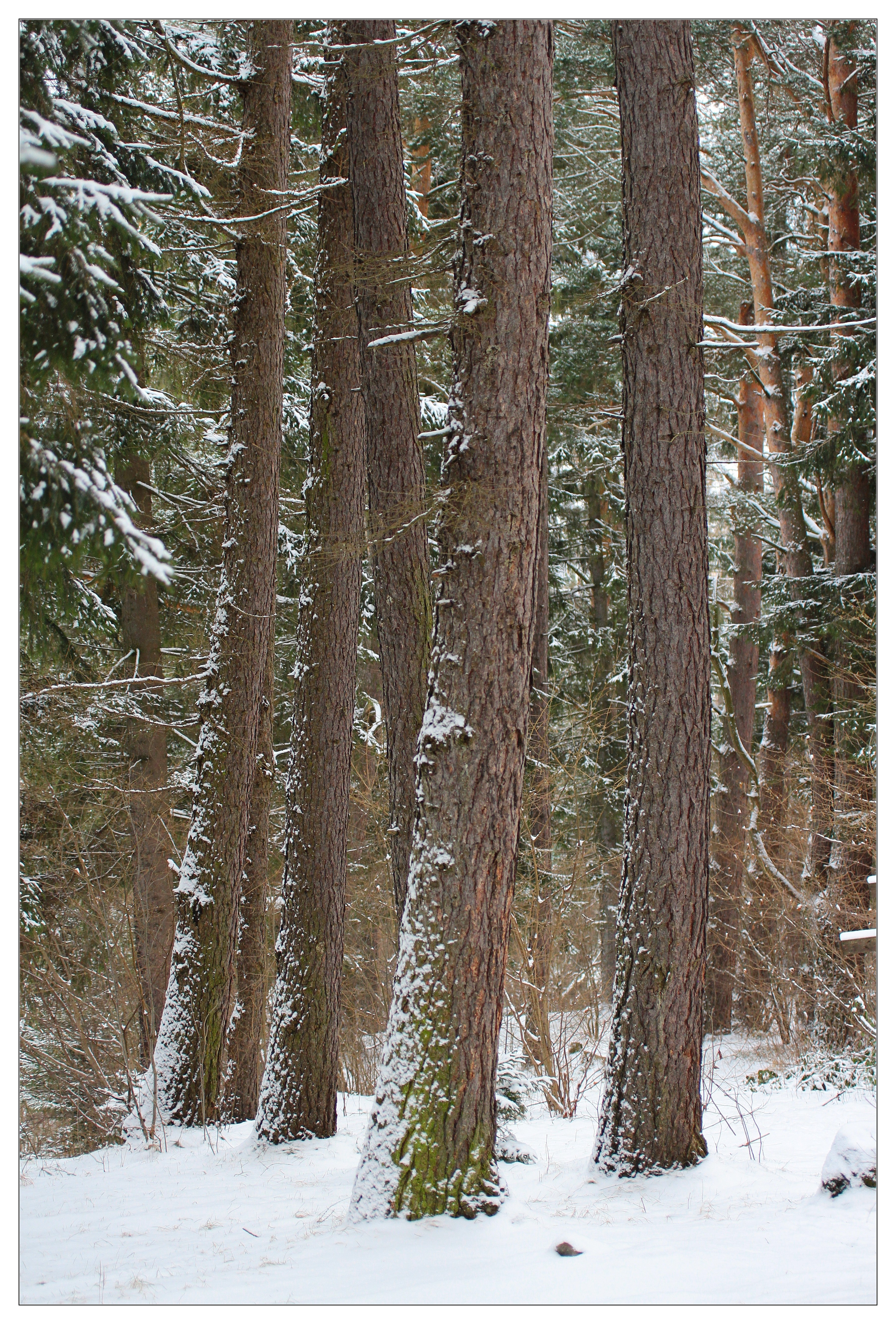
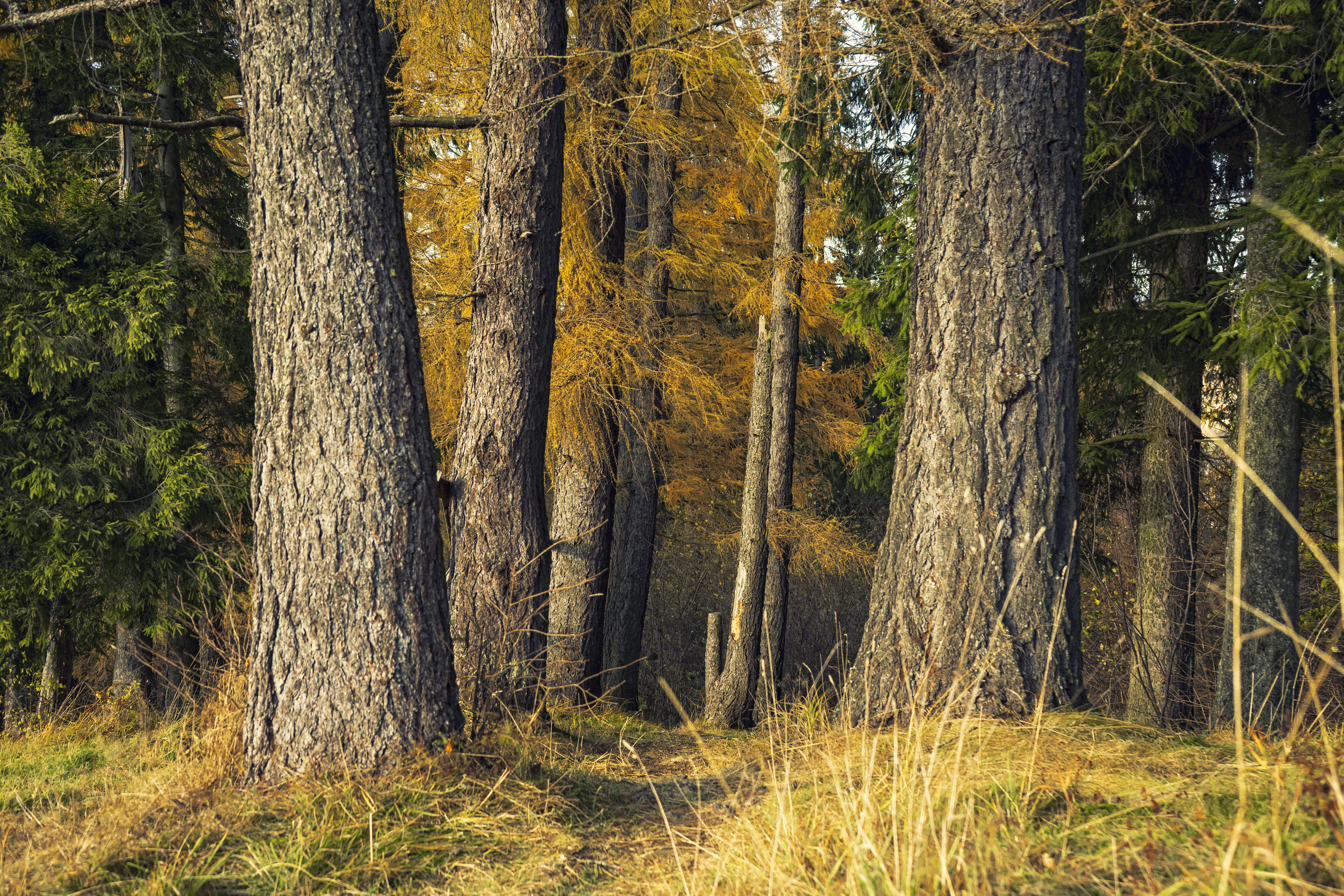
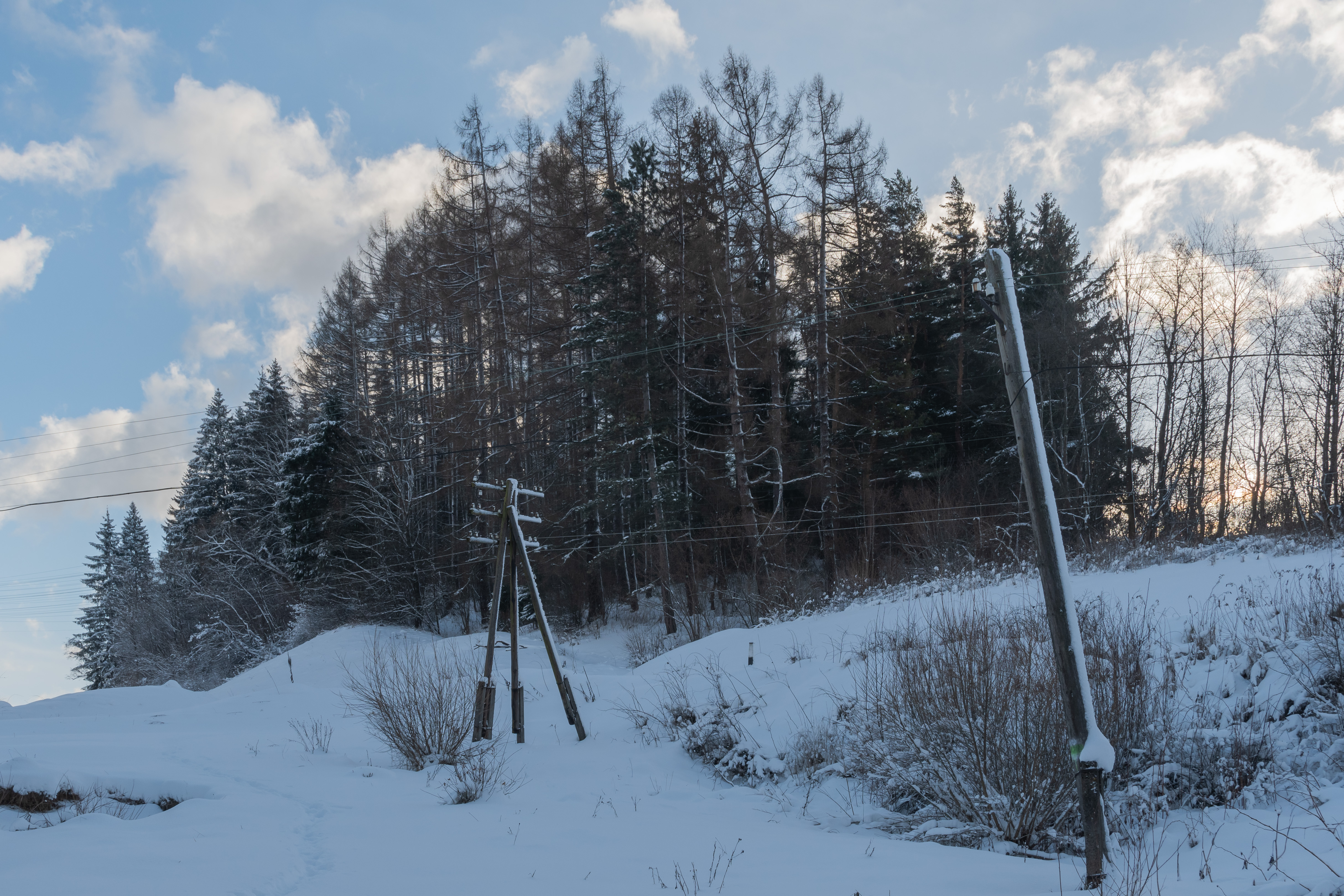
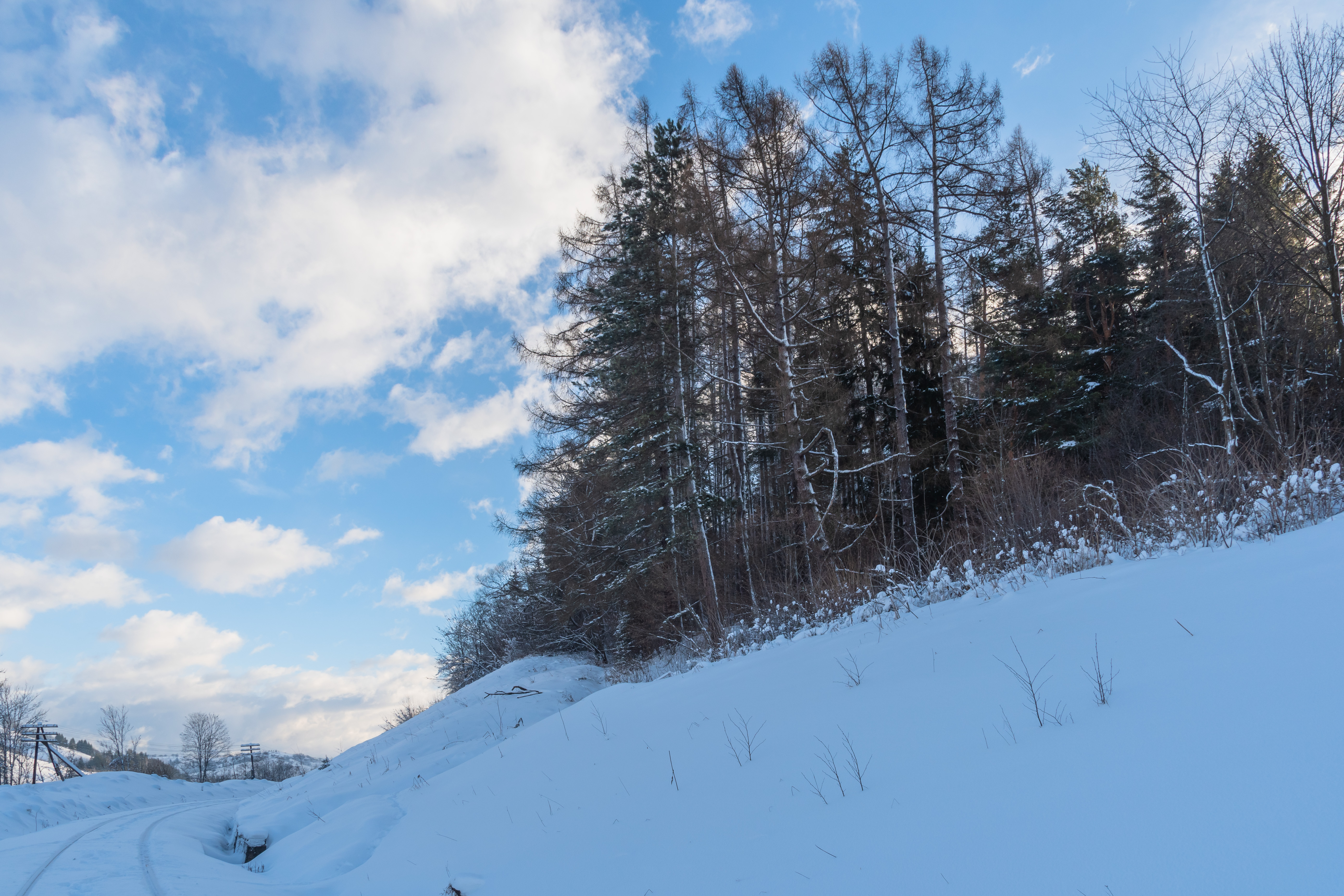